# Abulites
Abulites († 324 v. Chr.) war ein persischer Statthalter (Satrap) der Achämeniden in Susa.
Abulites’ Sohn Oxathres befehligte am 1. Oktober 331 v. Chr. das Aufgebot der Susiana in der Schlacht bei Gaugamela gegen Alexander den Großen. Nach der Niederlage der Perser und der Flucht des Großkönigs Dareios III. in den Osten unterwarf sich Abulites im Dezember 331 v. Chr. dem Eroberer. Er wurde von ihm in seiner Provinz belassen und musste keine makedonische Garnison in Susa aufnehmen, erhielt aber den makedonischen Strategen Archelaos zur Seite gestellt. Später fiel Abulites bei Alexander in Ungnade, weil er dessen Heer während der Durchquerung der gedrosischen Wüste 326/325 v. Chr. keine Unterstützung hatte zukommen lassen. Bei Alexanders Rückkehr in Susa 324 v. Chr. versuchte Abulites, dessen Gunst zurückzugewinnen, indem er ihm 3000 Talente anbot. Alexanders Zorn ließ sich so jedoch nicht beschwichtigen: Abulites wurde zusammen mit seinem Sohn hingerichtet. Plutarch berichtet, dass Alexander Oxathres mit einer Sarissa eigenhändig getötet habe.
In Susa wurde zuerst Oropios und kurz darauf der Makedone Koinos als neue Satrapen eingesetzt.